# Christian megye (Missouri)
Christian megye az Amerikai Egyesült Államokban, azon belül Missouri államban található. Megyeszékhelye Ozark, legnagyobb városa Nixa. Lakosainak száma 88 842 fő (2020. április 1.). Christian megye Greene, Stone, Taney, Webster, Douglas és Lawrence megyékkel határos.

## Népesség
A megye népességének változása:
| Lakosok száma | 77 894 | 78 699 | 79 817 | 80 899 | 83 279 | 88 842 |
|               | 2010   | 2011   | 2012   | 2013   | 2015   | 2020   |